# NGC 5195
NGC 5195 (również PGC 47413 lub UGC 8494) – galaktyka soczewkowata (SB01 pec) znajdująca się w gwiazdozbiorze Psów Gończych. Odkrył ją Pierre Méchain 21 marca 1781 roku, niezależnie odkryta przez Williama Herschela 12 maja 1787 roku. Galaktyka ta należy do grupy galaktyk M101. NGC 5195 oddziałuje grawitacyjnie z galaktyka spiralną Wir (Messier 51), wraz z nią stanowi obiekt Arp 85 w Atlasie Osobliwych Galaktyk.
W galaktyce zaobserwowano supernową SN 1945A.